# Виторио Венето (Виченца)
Виторио Венето је насеље у Италији у округу Виченца, региону Венето.
Према процени из 2011. у насељу је живело 40 становника. Насеље се налази на надморској висини од 36 м.